# 中央军委装备发展部装备技术合作局
中央军委装备发展部装备技术合作局，位于北京市，是中央军委装备发展部下属局，负责该部装备技术合作工作。

## 沿革
1998年，中国人民解放军总装备部成立，设中国人民解放军总装备部外事局。2002年改为中国人民解放军总装备部装备技术合作局。2006年改为中国人民解放军总装备部国际合作部。2006年改革前，中国人民解放军总装备部国际合作部下设：综合局、采购局等。
在深化国防和军队改革中，2016年1月撤销中国人民解放军总装备部，组建中央军委装备发展部。中央军委装备发展部新设中央军委装备发展部装备技术合作局。李武军出任中央军委装备发展部装备技术合作局第一任局长。

## 历任领导
中国人民解放军总装备部外事局局长
1. 邓佑生 少将（1998年—2000年）
2. 张驰 少将（2000年—2002年）[4][5]

中国人民解放军总装备部装备技术合作局局长
1. 张驰 少将（2002年—？）[6]

中国人民解放军总装备部国际合作部部长
1. 宇建国 少将（2006年—2009年）[7][8][9]
2. 宋科锋 少将（2009年—2013年）
3. 李武军 少将（2013年—2016年）[10][11]

| 中央军委装备发展部装备技术合作局局长 1. 李武军 少将（2016年—） | 中央军委装备发展部装备技术合作局副局长 - 范建军 少将（2016年—） |